# Phippsburg, Maine
Phippsburg este un oraș din comitetul Sagadahoc, Statul Maine, Statele Unite ale Americii. Orașul este situat lângă vărsarea Râului Kennebec în ocean. Populația era 2,106 la recensământul din anul 2000.

## Istorie
Colonia Popham (a fost știută și ca Colonia Sagadahoc) a fost o colonie englezească de scurtă durată în America de Nord fondată în anul 1607.
Colonia Popham a fost prima colonie englezească în regiune care eventual putea deveni știută ca Noua Anglie. Colonia a fost abandonată după un an, mai mult din cauza schimbărilor de familii în conducere decât ghinionul în Lumea Noua.